# Raghunathpur
Raghunathpur là một thị trấn thống kê (census town) của quận Katihar thuộc bang Bihar, Ấn Độ.

## Địa lý
Raghunathpur có vị trí 25°33′B 84°19′Đ / 25,55°B 84,32°Đ Nó có độ cao trung bình là 58 mét (190 feet).

## Nhân khẩu
Theo điều tra dân số năm 2001 của Ấn Độ, Raghunathpur có dân số 5601 người. Phái nam chiếm 55% tổng số dân và phái nữ chiếm 45%. Raghunathpur có tỷ lệ 53% biết đọc biết viết, thấp hơn tỷ lệ trung bình toàn quốc là 59,5%: tỷ lệ cho phái nam là 62%, và tỷ lệ cho phái nữ là 42%. Tại Raghunathpur, 18% dân số nhỏ hơn 6 tuổi.